# Browser

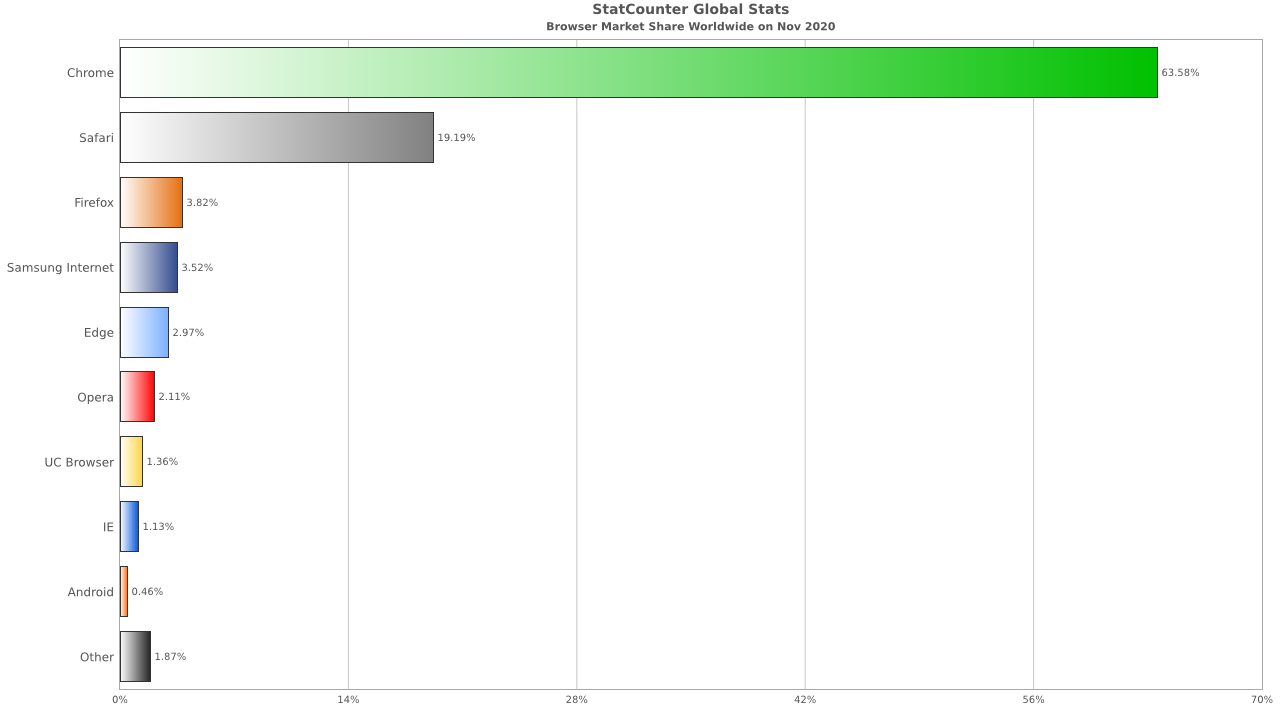
Quota di utilizzo dei browser Web nel novembre 2020 secondo StatCounter

In informatica il browser Web (o semplicemente browser /ˈbraʊzə(r)/), in italiano navigatore in rete, è un'applicazione per l'acquisizione, la presentazione e la navigazione di risorse sul Web. Tali risorse (come pagine web, immagini o video) sono messe a disposizione sul World Wide Web (la rete globale che si appoggia su Internet), su una rete locale o sullo stesso computer dove il browser è in esecuzione. Il programma implementa da un lato le funzionalità di client per il protocollo HTTP, che regola il download delle risorse dai server web a partire dal loro indirizzo URL; dall'altro quelle di visualizzazione dei contenuti ipertestuali (solitamente all'interno di documenti HTML) e di riproduzione di contenuti multimediali (rendering). Tra i browser più utilizzati vi sono Google Chrome, Mozilla Firefox, Microsoft Edge, Safari, Opera e Internet Explorer.

## Storia

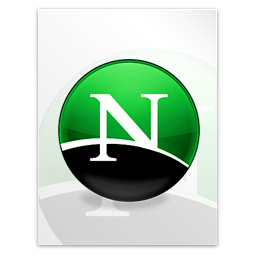
Schermata di Netscape Navigator

Schermata di Internet Explorer

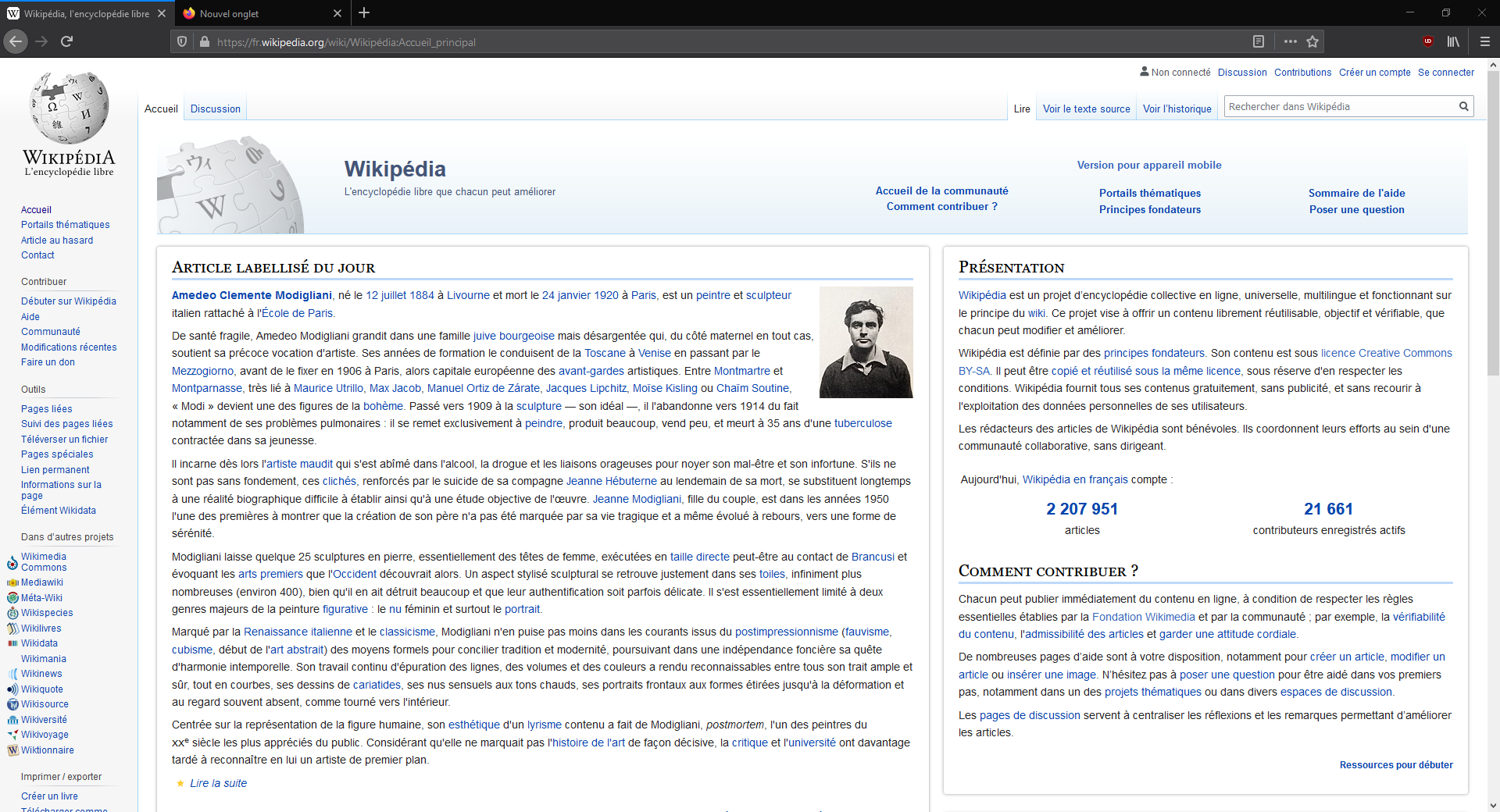
Schermata di Mozilla Firefox

Il primo browser, chiamato WorldWideWeb, fu sviluppato da Tim Berners-Lee, uno dei precursori del concetto di World Wide Web e fondatore del World Wide Web Consortium. Serviva a scopi dimostrativi, era disponibile solo per sistema operativo NeXTSTEP (un derivativo dello Unix) e perciò in seguito fu chiamato Nexus.
Il primo browser a raggiungere un'apprezzabile popolarità internazionale fu Mosaic, sviluppato da NCSA, seguito poi da Netscape Navigator, che crebbe in fretta e fu la piattaforma su cui vennero messe a punto alcune innovazioni che col passare del tempo si sono diffuse su larga scala (come ad esempio JavaScript). La netta prevalenza di Netscape presso l'utenza, a metà degli anni novanta, fu incrinata dalla cosiddetta guerra dei browser, una competizione inizialmente commerciale e poi di immagine cominciata da Microsoft quando le innovazioni introdotte da Netscape divennero così sofisticate da costituire una minaccia potenziale per i propri interessi. Per vincere la concorrenza, Microsoft incluse Internet Explorer nel proprio sistema operativo Windows (il più diffuso al mondo), stroncando sul nascere i possibili concorrenti. Questa mossa fu motivo di numerose cause legali per la difesa della libera concorrenza e contro la nascita di monopoli informatici. Netscape reagì distribuendo nel 1998 il proprio codice con una licenza open source. Il progetto Mozilla che ne derivò fornì il codice che è alla base di diversi browser, fra i quali Netscape, Mozilla Suite, Galeon, Firefox e uno dei programmi di accesso della AOL.
La presenza di browser diversi con funzioni differenti ha portato alcuni webmaster a realizzare siti web destinati a essere visitati con un browser preferenziale, talvolta impedendo l'accesso a utenti che utilizzassero un browser differente da quello scelto. Questa consuetudine andava contro la filosofia del World Wide Web, che vede l'accessibilità come uno dei pilastri portanti, per cui ha suscitato forti critiche e campagne di protesta e di sensibilizzazione (come Campaign for a Non-Browser Specific WWW); inoltre a causa di ciò alcuni browser di uso comune (tra i quali Opera) vennero programmati per "fingersi" un altro browser (modificando il proprio user agent), in modo da avere accesso a un maggior numero di risorse online.
Il browser più diffuso a livello mondiale era Internet Explorer, prodotto da Microsoft, che viene fornito gratuitamente e "di serie" con ogni sistema operativo Windows. Il secondo browser in ordine di utilizzo era Mozilla nelle sue varianti (e in particolare Firefox), prodotto e distribuito gratuitamente dalla Mozilla Foundation. Il terzo era Safari di Apple, distribuito assieme al sistema operativo macOS (più recentemente è stata messa a disposizione una versione gratuita anche per Windows). Altri browser molto diffusi sono Opera e il già citato Netscape Navigator, il cui sviluppo è ormai sospeso.
La diversa diffusione dei vari browser, con tecnologie compatibili tra loro, ma con alcune peculiarità uniche, ha portato in passato con Internet Explorer 6 e attualmente con i sistemi basati sul WebKit a progettare le pagine web tenendo conto di un solo browser causando in alcuni casi il funzionamento solo su specifici browser, il che può portare a creare uno standard ancora prima che venga approvato dagli organi competenti. Alla fine del 2015, i principali browser hanno annunciato o eliminato il supporto ai plugin esterni "standard", come Adobe Flash, Silverlight e Java applet. Fra i vari linguaggi di markup, supportati, la maggior parte dei browser implementa HTML5, ultima versione proposta dal consorzio di standardizzazione W3C. La maggior parte dei browser supporta il JPEG, ma non ancora il più efficiente formato di compressione delle immagini, il JPEG 2000.

## Descrizione

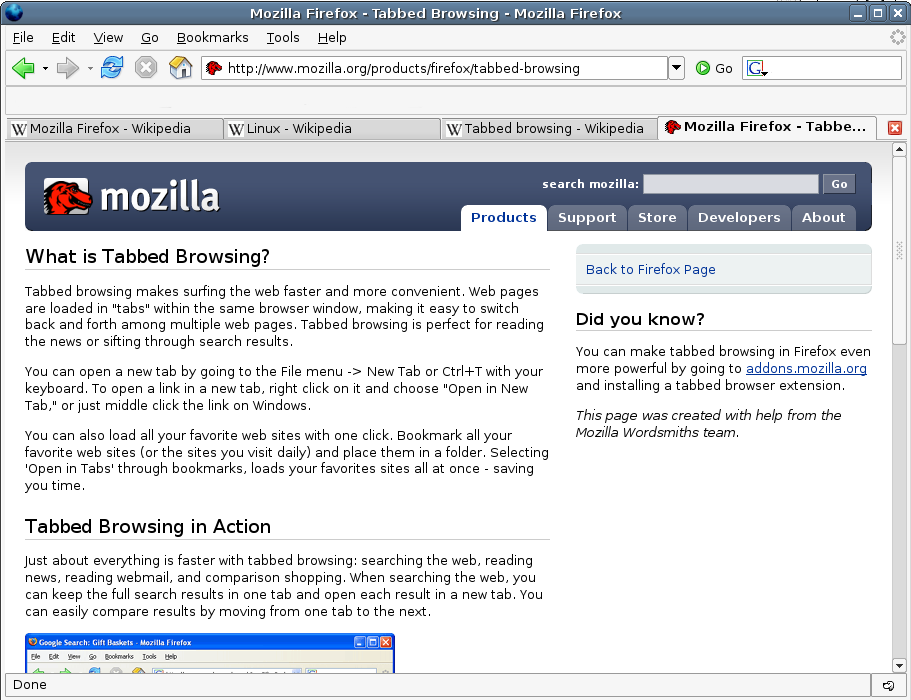
Navigazione a schede

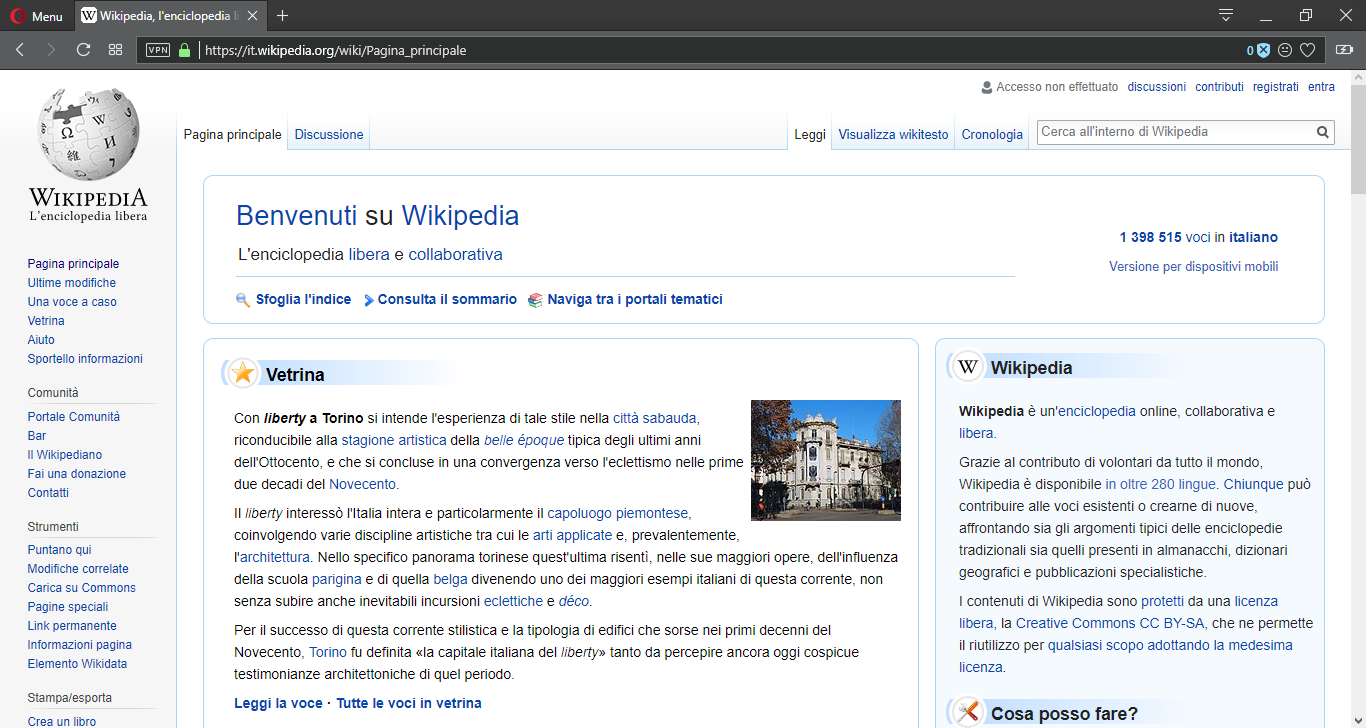
Schermata di Opera

Un web browser si appoggia sempre ad un motore di ricerca per raggiungere i siti web interessati: una volta che quest'ultimo restituisce in output i risultati desiderati, cliccando sull'URL desiderato dall'utente viene eseguita in background una risoluzione tra URL e indirizzo IP interrogando una database DNS, a partire dalla quale parte la richiesta verso il server di destinazione della risorsa con annesso instradamento IP in richiesta e risposta. Le principali funzionalità dei browser disponibili includono:
- navigazione a schede
- supporto alla navigazione off-line tramite la memoria cache e plugin dedicati per mantenere i collegamenti tra le pagine salvate
- gestione di download con arresto/ripresa sempre tramite la memoria cache
- anteprima delle pagine da scaricare
- sintesi vocale
- integrazione dei feed RSS e di client di posta elettronica o di chat o di assistenza remota
- installazione di componenti aggiuntivi ed estensioni per diversi scopi
- comando di pulizia (cache, cookie, cronologia, dati di compilazione moduli, ecc)
- barre comandi di moltissime applicazioni.

Tali programmi fanno utilizzo di protocolli di rete forniti dal sistema operativo (a partire da quelli di livello applicativo come HTTP, ma anche i meno noti FTP, Telnet per lo scambio di file o cartelle, ecc.) attraverso opportune API, permettendo di visualizzare i contenuti delle pagine dei siti web, specificandone l'URL, e interagendo con essi. Queste ultime funzionalità sono supportate dalla capacità del browser di interpretare l'HTML — il codice con il quale sono scritte la maggior parte delle pagine web — e di visualizzarlo in forma di ipertesto grazie al motore di rendering.
Nell'architettura di rete client-server di Internet il browser rappresenta dunque il client che fa richieste di risorse web ai vari web server e application server ospitanti rispettivamente siti web e applicazioni web. 
Esso rappresenta dunque il sistema software di interfacciamento dell'utente con la rete che rende la navigazione dell'utente tipicamente user friendly, sebbene ai primordi della rete siano esistiti anche browser testuali da riga di comando su shell. I browser vengono principalmente utilizzati su personal computer, ma anche su altri dispositivi che consentono la navigazione in Internet, come i palmari, gli smartphone e gli Smart TV. In realtà non serve necessariamente un browser per ricevere cookie: le app che fruiscono di contenuti web on line sono normalmente raggiunte da cookie.

### Navigazione criptata e anonima

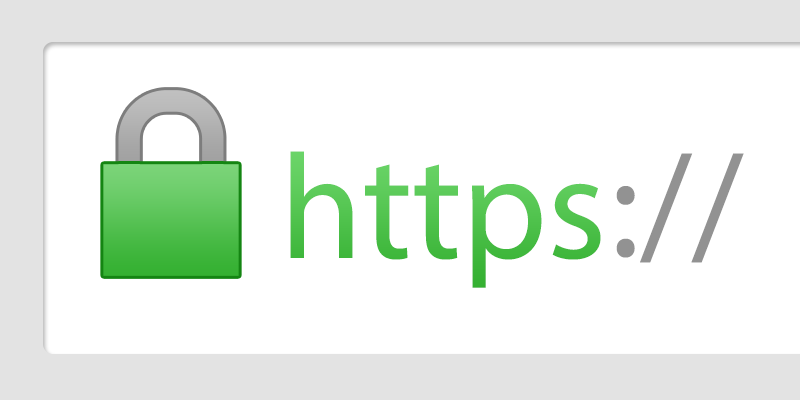
Icona che indica l'utilizzo del protocollo HTTPS

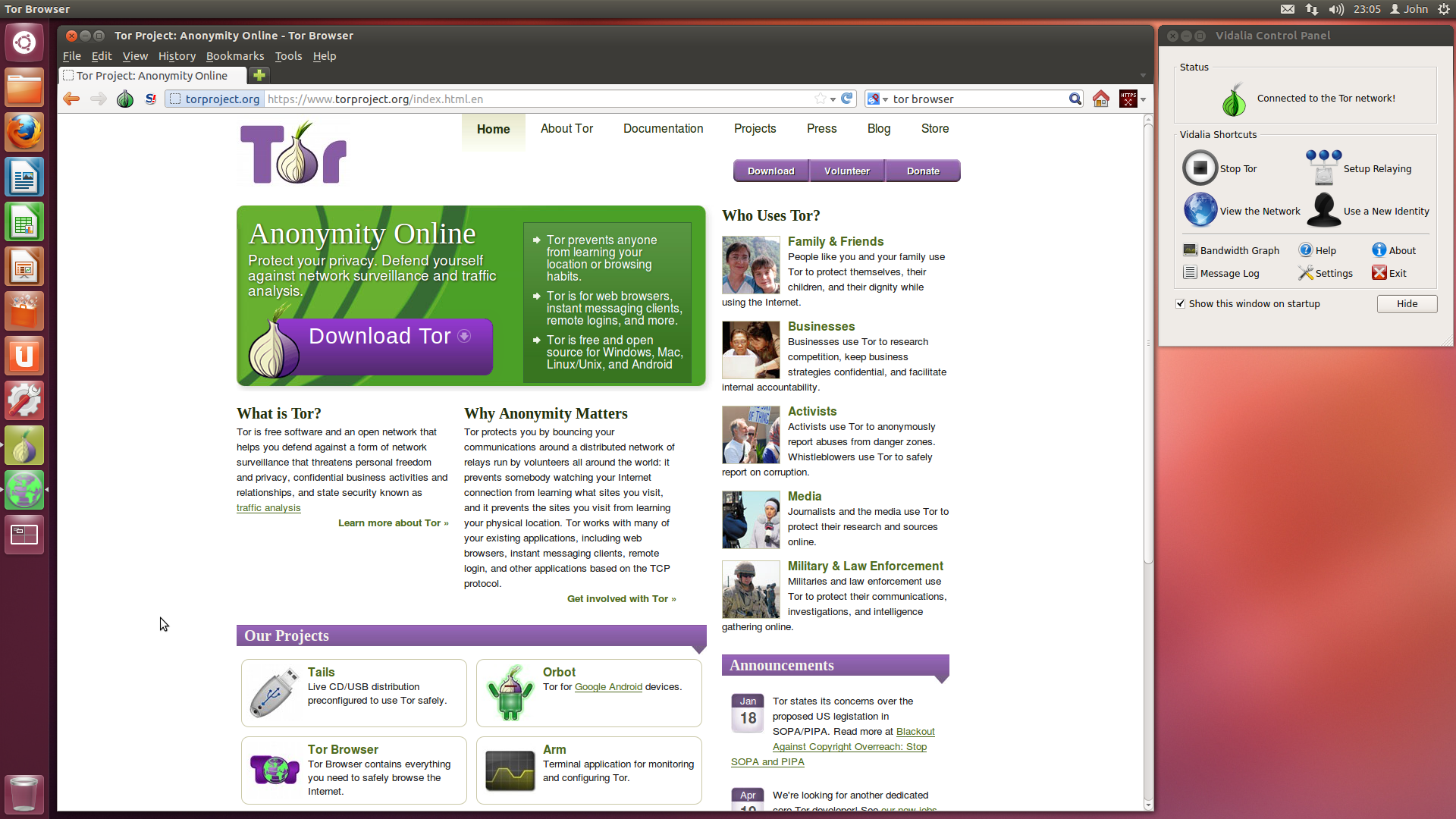
Schermata del browser di Tor

HTTPS Everywhere è un'estensione per Google Chrome, Mozilla Firefox, Opera, su cellulari con sistema operativo Android, e inserita nell'installazione di Tor Browser, che forza i siti a creare una connessione HTTPS anziché HTTP, se essi supportano il protocollo HTTPS. HTTPS Everywhere è realizzato dalla Electronic Frontier Foundation, in collaborazione con la The Tor Project, Inc. Lato server HTTPS Elsewhere può essere sostituito e reso superfluo dal più sicuro e restrittivo HSTS, in cui il server non solo dichiara di supportare le connessioni HTTPS, ma le impone a tutti gli user agent, rifiutando la comune connessione HTTP non crittata. HTTPS Elsewhere non segnala all'utente se il sito supporta la sola connessione HTTPS, oppure in aggiunta anche gli standard HSTS e Perfect Forward Secrecy.
AdBlock e Adblock Plus sono le prime e tra le più diffuse estensioni gratuite per bloccare qualsiasi tipo di annuncio pubblicitario. Tor Browser è un programma del progetto The Guardian Project che consente la navigazione anonima su rete Tor sia su siti accessibili dai comuni browser che nel cosiddetto deep web, ma non cifrata (che avviene solamente se viene settata una rete privata virtuale (VPN), che Tor Browser non ha): gratuito, a sorgente aperto, portabile (può essere lanciato da chiavetta USB) e stand-alone. Per la cifratura al 2016 l'utente deve affidarsi a una VPN esterna al programma, e in genere con un client proprietario.
Tor Browser per Android e il suo plug-in Orbot (client per rete Tor) hanno le stesse caratteristiche per cellulari con sistema operativo Android. Android offre già di suo all'utente la possibilità di indirizzare tutto il traffico Internet del cellulare (da qualsiasi applicazione) ad una rete VPN, laddove Orbot VPN si limita invece a indirizzare verso una rete Tor di tipo VPN i soli siti aperti tramite Orbot ( web.archive.org,  https://web.archive.org/web/20160203222749/https://dev.guardianproject.info/projects/google-summer-of-code/wiki/Orbot_Android_VPN.), e non quelli aperti con le altre applicazioni. Col termine "navigazione anonima" spesso si intende che al termine della sessione Internet (una volta chiusa la finestra del browser) i dati raccolti non saranno salvati nel PC locale, cosa che ovviamente non impedisce di visualizzare e salvare copia delle stesse informazioni durante la navigazione (indirizzo IP, luogo da cui si è connessi, cookie, password, siti precedenti visitati), né all'Internet Service Provider (l'operatore tlc che fornisce la connessione Internet) - e che peraltro vi è obbligato per legge -, né ai proprietari dei siti visitati.
Dove non è possibile stabilire una connessione anonima e cifrata, se questa connessione è di tipo punto-punto con un altro utente, il contenuto può essere protetto prima di renderlo disponibile crittografandolo con programmi come VeraCrypt, che deve avere installato anche il destinatario per poter decrittare la chat e gli allegati; mittente e destinatario dovranno scambiarsi la relativa password tramite un canale indipendente, come cellulare o fax. I comuni programmi per la compressione dei dati, hanno l'opzione di crittografia con password e di scelta fra algoritmi di cifratura recenti e non ancora violati (quale è il diffuso AES 512).

### Modalità desktop
Nei dispositivi mobili i browser includono solitamente un comando (variamente denominato) per visualizzare il sito web in modo "desktop" ovvero come si presenterebbe normalmente in dispositivi di tipo computer desktop o computer portatile. Quando si attiva questo modo è possibile usare le dita sullo schermo per allargare, restringere o spostare i contenuti. Disattivandola, la visualizzazione del sito web ritorna quella di tipo "mobile", quella specifica per questi dispositivi.

### Altri utilizzi
I browser non si utilizzano solo per navigare sul web o visualizzare documenti offline. Infatti, anche strumenti di tipo aziendale (come i sistemi gestionali ERP o i CRM), sviluppati in versione con interfaccia web, richiedono l'impiego di un browser per navigare fra i menù e le procedure, presentare i dati elaborati all'utente, ecc. Un'opera enciclopedia, consultabile senza connessione ad internet, o un testo possono essere realizzati perché siano leggibili mediante un browser. Le impostazioni e le informazioni di diverse periferiche o servizi di rete sono comunemente configurabili e consultabili mediante browser. Le mail, le chat o i contenuti (documenti, musica, video, pacchetti software, credenziali di accesso, ecc) consultate via pagina web sono un esempio classico di browser utilizzato non per navigare. Numerose applicazioni di tipo aziendale sono fruibili unicamente mediante browser. Gli esempi possono essere tanti ed estesi ad altre tipologie di applicazioni o funzioni, di tipo professionale o domestico.
Inoltre, come precisato sopra, qualsiasi pagina web salvata in locale può essere aperta dal browser, anche con la macchina non connessa ad internet.

## Diffusione
Google Chrome
     Firefox
     Opera

Confronto della diffusione di vari browser

Browser più usati in ogni nazione secondo
Google Chrome
Firefox
Opera

Al 2012 il browser più usato al mondo è Google Chrome Non esiste un unico metodo per verificare l'uso di un determinato tipo di browser rispetto agli altri, per questo i risultati dei diversi contatori possono differire anche di diversi punti percentuali.
| Browser                | Maggio 2007 | Maggio 2008 | Maggio 2009 | Maggio 2010 | Maggio 2011 | Maggio 2012 | Maggio 2013 | Maggio 2014 | Maggio 2015 | Maggio 2016 | Maggio 2017 | Maggio 2018 | Maggio 2019 |
| ---------------------- | ----------- | ----------- | ----------- | ----------- | ----------- | ----------- | ----------- | ----------- | ----------- | ----------- | ----------- | ----------- | ----------- |
| Google Chrome          | —           | —           | 0,6%        | 8,4%        | 16,8%       | 26,4%       | 32,3%       | 37%         | 44,5%       | 58,7%       | 58,2%       | 57,4%       | 57,4%       |
| Internet Explorer/Edge | 66,7%       | 61,6%       | 57,4%       | 45,7%       | 37,7%       | 28,8%       | 22,0%       | 19,1%       | 15,6%       | 10,3%       | 9,7%        | 7,2%        | 6,8%        |
| Mozilla Firefox        | 24,5%       | 28,9%       | 31,0%       | 32,2%       | 28,3%       | 23,3%       | 19,2%       | 17,6%       | 14,2%       | 10%         | 9%          | 6,6%        | 6,8%        |
| Safari                 | 1,8%        | 2,2%        | 2,2%        | 5,3%        | 6,4%        | 6,2%        | 14,8%       | 16,7%       | 16,1%       | 12,7%       | 14,9%       | 14,9%       | 13,5%       |
| Opera                  | 1,2%        | 1,1%        | 0,5%        | 2,0%        | 2,2%        | 2,3%        | 2,2%        | 3,0%        | 3,3%        | 3,2%        | 3,0%        | 3,5%        | 2,4%        |

| Browser                | Settembre 2008  | Settembre 2009  | Settembre 2010  | Settembre 2011  | Settembre 2012  | Settembre 2013  | Settembre 2014  | Settembre 2015  | Settembre 2016  | Settembre 2017  | Settembre 2018  |
| ---------------------- | --------------- | --------------- | --------------- | --------------- | --------------- | --------------- | --------------- | --------------- | --------------- | --------------- | --------------- |
| Internet Explorer/Edge | 67,16% (56,35%) | 58,37% (46,44%) | 49,87% (40,26%) | 41,66% (34,87%) | 32,7% (27,1%)   | 28,56% (23,64%) | 20,46% (16,46%) | 15,71% (14,86%) | 12,6% (12,8%)   | 11,81% (12,7%)  | 9,92% (11,3%)   |
| Mozilla Firefox        | 25,77% (33,77%) | 31,34% (39,26%) | 31,5% (38,97%)  | 26,79% (33,04%) | 22,4% (29,24%)  | 18,36% (25,28%) | 17,44% (23,64%) | 15,86% (22,18%) | 13,67% (19,02%) | 12,28% (17,55%) | 10,03% (14,48%) |
| Google Chrome          | 1,03% (1,04%)   | 3,69% (3,59%)   | 11,54% (11,32%) | 23,61% (22,1%)  | 34,21% (31,48%) | 40,8% (37,33%)  | 45,58% (42,14%) | 53,08% (44,83%) | 58,75% (50,71%) | 59,95% (51,15%) | 63,96% (56,19%) |
| Safari                 | 3% (2,45%)      | 3,28% (3,14%)   | 4,42% (4,32%)   | 5,6% (5,56%)    | 7,7% (7,81%)    | 8,52% (9,17%)   | 11,28% (12,18%) | 9,15% (10,81%)  | 9,63% (11,22%)  | 10,83% (11,79%) | 10,48% (11,64%) |
| Opera                  | 2,86% (6,20%)   | 2,62% (6,64%)   | 2,03% (4,48%)   | 1,72% (3,78%)   | 1,61% (3,31%)   | 1,16% (2,3%)    | 1,39% (2,47%)   | 1,8% (2,94%)    | / (/)           | / (/)           | / (/)           |

| Browser                | Gennaio 2011 | Gennaio 2012 | Gennaio 2013 | Gennaio 2014 | Gennaio 2015 | Gennaio 2016 | Gennaio 2017 | Gennaio 2018 | Gennaio 2019 |
| ---------------------- | ------------ | ------------ | ------------ | ------------ | ------------ | ------------ | ------------ | ------------ | ------------ |
| Internet Explorer/Edge | 58,35%       | 52,93%       | 55,14%       | 58,21%       | 58,18%       | 46,9%        | 18,25%       | 16,51%       | 12,55%       |
| Mozilla Firefox        | 23,72%       | 20,88%       | 19,94%       | 18,08%       | 11,9%        | 11,42%       | 15,56%       | 10,85%       | 9,92%        |
| Google Chrome          | 11,15%       | 18,94%       | 17,48%       | 16,28%       | 23,54%       | 35,05%       | 56,65%       | 61,41%       | 67,29%       |
| Safari                 | 4,15%        | 4,90%        | 5,24%        | 5,8%         | 5,03%        | 4,64%        | 3,43%        | 4,18%        | 4%           |
| Opera                  | 2,33%        | 1,67%        | 1,75%        | 1,28%        | 0,96%        | 1,58%        | 1,41%        | 1,6%         | 1,6%         |

### Cronologia dei browser più importanti

Evoluzione temporale dei web browser

| Anno | Browser | Utenti Internet (milioni) |
| ---- | --- | ------------------------- |
| 1991 | WorldWideWeb (Nexus) |                           |
| 1992 | ViolaWWW, Erwise, MidasWWW, MacWWW (Samba)                                                                                  |                           |
| 1993 | Mosaic, Cello, Lynx 2.0, Arena, AMosaic 1.0                                                                                 |                           |
| 1994 | IBM WebExplorer, Netscape Navigator, SlipKnot 1.0, MacWeb, IBrowse, Agora (Argo), Minuet, Opera 1.0                         |                           |
| 1995 | Internet Explorer 1, Netscape Navigator 2.0, OmniWeb, UdiWWW, WebRouser, Internet Explorer 2, Grail                         | 16                        |
| 1996 | Arachne 1.0, Internet Explorer 3.0, Netscape Navigator 3.0, Opera 2.0, PowerBrowser 1.5, Cyberdog, Amaya 0.9, AWeb, Voyager | 36                        |
| 1997 | Internet Explorer 4.0, Netscape Navigator 4.0, Netscape Communicator 4.0, Opera 3.0, Amaya 1.0                              | 70                        |
| 1998 | Internet Explorer 5.0 Beta 1, iCab, Mozilla                                                                                 | 147                       |
| 1999 | Amaya 2.0, Mozilla M3, Internet Explorer 5.0                                                                                | 248                       |
| 2000 | Konqueror, Netscape 6, Opera 4, Opera 5, K-Meleon 0.2, Amaya 3.0, Amaya 4.0                                                 | 361                       |
| 2001 | Internet Explorer 6, Galeon 1.0, Opera 6, Amaya 5.0                                                                         | 513                       |
| 2002 | Netscape 7, Mozilla 1.0, Phoenix 0.1, Links 2.0, Amaya 6.0, Amaya 7.0                                                       | 587                       |
| 2003 | Opera 7, Safari 1.0, Epiphany 1.0, Amaya 8.0                                                                                | 719                       |
| 2004 | Firefox 1.0, Netscape Browser, OmniWeb 5.0                                                                                  | 817                       |
| 2005 | Safari 2.0, Netscape Browser 8.0, Opera 8., Epiphany 1.8, Amaya 9.0, AOL Explorer 1.0, Maxthon 1.0, Shiira 1.0              | 1018                      |
| 2006 | SeaMonkey 1.0, K-Meleon 1.0, Galeon 2.0, Camino 1.0, Firefox 2.0, Avant 11, iCab 3, Opera 9, Internet Explorer 7, Sputnik   | 1093                      |
| 2007 | Maxthon 2.0, Netscape Navigator 9, NetSurf 1.0, Flock 1.0, Safari 3.0, Conkeror                                             | 1262                      |
| 2008 | Konqueror 4, Safari 3.1, Opera 9.5, Firefox 3, Amaya 10.0, Flock 2, Chrome 0,2/0,3/0,4/1, Amaya 11.0                        | 1565                      |
| 2009 | Internet Explorer 8, Chrome 2/3, Safari 4, Opera 10, SeaMonkey 2, Camino 2, Firefox 3.5                                     | 1734                      |
| 2010 | Firefox 3.6, Chrome 4/5/6/7/8, Opera 10.50/ 11, Safari 5, Internet Explorer 9                                               | 1971                      |
| 2011 | Firefox 4/5/6/7/8, Chrome 9/10/11/12/13/14/15/16, Opera 11.10/11.50                                                         | 2110                      |

## Elenco
- 11NET
- 1st Browser
- Amaya
- Arachne
- Arora
- Aurora
- Avant Browser
- AWeb
- Basilisk
- Bird
- Huawei Browser
- Petal Search
- BitBox
- Brave
- Camino
- Chromium
- Cliqz
- Cyberdog
- Dillo
- Dooble
- DuckDuckGo
- Dragon
- Enigma Browser
- ELinks (testuale)
- Epic
- FastBrowser
- Flock
- Galeon
- GNU IceCat
- Google Chrome
- GreenBrowser
- Iceweasel
- Internet Explorer
- K-Meleon
- Kazehakase
- Kirix Strata
- Konqueror
- Kiwe (per bambini[58])
- Links (testuale)
- Lunascape
- Lynx (testuale)
- Maxthon (prima noto come Myie2)
- Microsoft Edge
- Midori
- Minimo
- Mosaic
- Mozilla Firefox
- NeoPlanet
- Netscape
- Netsurf
- Omniweb
- Opera
- QtWeb
- Qutebrowser
- Qwant
- Pale Moon
- RockMelt[59]
- Safari
- SeaMonkey
- Sleipnir
- Slim Browser[60]
- SRWare Iron
- Tor Browser
- Torch
- Vivaldi
- w3m (testuale)
- Web
- Waterfox
- Webligator
- WebPositive
- Yandex Browser